# Ten Tonnes
Ethan James Barnett (Hertford, 23 augustus 1996), beter bekend onder zijn artiestennaam Ten Tonnes, is een Brits singer-songwriter uit Hertford. Hij bracht zijn debuutalbum Ten Tonnes op 3 mei 2019 onder het label Warner Bros. Records. Het album scoorde bij het uitbrengen een top 40-positie in het Verenigd Koninkrijk. Hij is de jongere broer van singer-songwriter George Ezra.

## Discografie

### Studioalbums
| Jaar | Titel      | Hitnoteringen |
| Jaar | Titel      | UK            |
| ---- | ---------- | ------------- |
| 2019 | Ten Tonnes | 31            |

### Ep's
| Jaar | Titel        |
| ---- | ------------ |
| 2016 | Lucy         |
| 2017 | Born To Lose |
| 2017 | Acoustic     |
| 2021 | So Long      |
| 2022 | Acoustic II  |

### Singles
| Jaar | Titel                        | Album             |
| ---- | ---------------------------- | ----------------- |
| 2016 | Subtle Changes               | Geen album        |
| 2017 | Silver Heat                  | Born to Lose - EP |
| 2017 | Cracks Between               | Ten Tonnes        |
| 2018 | Lay It On Me                 | Ten Tonnes        |
| 2018 | G.I.V.E.                     | Ten Tonnes        |
| 2018 | Better Than Me               | Ten Tonnes        |
| 2019 | Lucy                         | Ten Tonnes        |
| 2020 | Girl Are You Lonely Like Me? | So Long - EP      |
| 2021 | Everything You Got           | So Long - EP      |